# Papieska elekcja 1145
Papieska elekcja 15 lutego 1145 – zakończyła się wyborem pierwszego cysterskiego papieża Eugeniusza III, który zastąpił zmarłego Lucjusza II.

## Śmierć Lucjusza II i wybór Eugeniusza III
Papież Lucjusz II zmarł 15 lutego 1145 roku, prawdopodobnie wskutek ran odniesionych kilka dni wcześniej podczas zamieszek, do jakich doszło w Rzymie. W mieście panowały bowiem silne nastroje republikańskie, przeciwne świeckiej władzy papieża. Jeszcze tego samego dnia kardynałowie pospiesznie zebrali się w kościele S. Cesareo in Palatio by dokonać wyboru jego następcy. Z nieznanych bliżej przyczyn elektorzy jednomyślnie wybrali opata położonego poza miastem cysterskiego klasztoru S. Anastasio alle Tre Fontane Bernardo da Pisa, który najprawdopodobniej nie był kardynałem. Elekt przyjął wybór i jako Eugeniusz III został intronizowany w bazylice laterańskiej. Jego wybór nie uspokoił jednak sytuacji w mieście i już wkrótce nowy papież musiał uchodzić do znajdującego się kilkadziesiąt kilometrów od Rzymu klasztoru Farfa. Dopiero tam został konsekrowany na biskupa przez kardynałów biskupów Corrado z Sabiny, Theodwina z S. Rufina i Pietro z Albano.

## Kardynałowie elektorzy
W lutym 1145 roku było prawdopodobnie 43 kardynałów, z czego prawdopodobnie 7 przebywało na zagranicznych misjach legackich, a jeden nie był rezydentem Kurii Rzymskiej, zatem głosowało najwyżej 35 kardynałów:
- Corrado Demetri (nominacja kardynalska 21 lutego 1114) – kardynał biskup Sabiny; prymas Świętego Kolegium Kardynałów
- Theodwin OSB (1133) – kardynał biskup Santa Rufina
- Pietro (18 września 1143) – kardynał biskup Albano
- Waryn CanReg (23 grudnia 1144) – kardynał biskup Palestriny
- Gregorio Centu (2 marca 1140) – kardynał prezbiter S. Maria in Trastevere; protoprezbiter Świętego Kolegium Kardynałów
- Rainier (23 grudnia 1139) – kardynał prezbiter S. Prisca
- Tomasz (2 marca 1140) – kardynał prezbiter S. Vitale
- Guido de Summa (20 grudnia 1141) – kardynał prezbiter S. Lorenzo in Damaso
- Gilbert (14 marca 1142) – kardynał prezbiter S. Marco
- Niccolò (14 marca 1142) — kardynał prezbiter S. Ciriaco alle Terme
- Manfred (18 grudnia 1143) – kardynał prezbiter S. Sabina
- Ariberto (18 grudnia 1143) – kardynał prezbiter S. Anastasia
- Ugo Novariensis (18 grudnia 1143) – kardynał prezbiter S. Lorenzo in Lucina
- Juliusz (20 maja 1144) – kardynał prezbiter S. Marcello
- Ubaldo CanReg (20 maja 1144) – kardynał prezbiter S. Croce in Gerusalemme
- Robert Pullen (23 grudnia 1144) – kardynał prezbiter Ss. Silvestro e Martino; kanclerz Świętego Kościoła Rzymskiego
- Guido Puella CanReg (23 grudnia 1144) – kardynał prezbiter S. Pudenziana
- Villano (23 grudnia 1144) – kardynał prezbiter S. Stefano al Monte Celio
- Gregorio Tarquini (10 marca 1123) – kardynał diakon Ss. Sergio e Bacco; protodiakon Świętego Kolegium Kardynałów
- Guido Pisano (5 marca 1132) – kardynał diakon Ss. Cosma e Damiano
- Odone Bonecase (5 marca 1132) – kardynał diakon S. Giorgio in Velabro
- Ottaviano de Monticello (26 lutego 1138) – kardynał diakon S. cin Carcere
- Guido de Castro Ficeclo (23 września 1139) — kardynał diakon S. Apollinare
- Piotr (20 września 1141) – kardynał diakon S. Maria in Portico
- Gregorio de Jacinto (18 grudnia 1143) – kardynał diakon S. Angelo in Pescheria
- Giovanni Paparoni (18 grudnia 1143) – kardynał diakon S. Adriano
- Rudolf (18 grudnia 1143) – kardynał diakon S. Lucia in Septisolio
- Astaldo degli Astalli (18 grudnia 1143) – kardynał diakon S. Eustachio
- Giovanni Caccianemici CanReg (18 grudnia 1143) – kardynał diakon S. Maria Nuova
- Berard (20 maja 1144) – kardynał diakon bez tytułu [?]
- Guido di Crema (20 maja 1144) – kardynał diakon bez tytułu
- Giacinto Bobone (23 grudnia 1144) – kardynał diakon S. Maria in Cosmedin
- Cinzio (23 grudnia 1144) – kardynał diakon bez tytułu
- Jordan OCarth (23 grudnia 1144) — kardynał diakon bez tytułu
- Bernard CanReg (23 grudnia 1144) — kardynał diakon bez tytułu; przeor Lateranu

Trzynastu elektorów mianował Innocenty II, dziewięciu Celestyn II, dwunastu Lucjusz II, jednego Kalikst II i jednego Paschalis II.

### Nieobecni
- Alberic de Beauvais OSBCluny (3 kwietnia 1138) – kardynał biskup Ostii; legat papieski we Francji
- Imar OSBCluny (14 marca 1142) – kardynał biskup Tusculum; legat papieski w Anglii
- Guido Florentinus (2 marca 1140) – kardynał prezbiter S. Crisogono; legat papieski w Lombardii
- Ubaldo de Lucca (17 grudnia 1138) – kardynał prezbiter S. Prassede; legat papieski w Lombardii
- Rainaldo di Collemezzo OSB (1141) – kardynał prezbiter [Ss. Marcellino e Pietro?]; opat Montecassino
- Humbald (2 marca 1135) – kardynał prezbiter Ss. Giovanni e Paolo; legat papieski w Niemczech, Danii i Polsce
- Gerard (18 grudnia 1137) – kardynał diakon S. Maria in Domnica; legat papieski we Francji i Niemczech
- Gregorio CanReg (22 lutego 1141) — kardynał diakon bez tytułu [?]; kanonik kapituły w Lukce

Wszyscy nieobecni byli nominatami Innocentego II.